# きれいなおねえさん
きれいなおねえさんは、パナソニックの女性向け美容家電商品、「パナソニック・エステジェンヌ」シリーズのキャンペーン「きれいなおねえさんは、好きですか。」に登場するイメージキャラクターの総称。

## 概要
「きれいなおねえさんは、好きですか。」は1992年に松下電工（後にパナソニック電工。2011年の再編により法人格はパナソニック本体へ統合）が開始したキャンペーンで、松下グループ内の家電事業再編に伴い、2005年4月以降は松下電器産業（現・パナソニック）が展開することになった。
このキャンペーンで画期的だったのは女性向け商品にもかかわらず男性層を意識したことだった。「きれいなおねえさんは、好きですか。」という女性から男性へ向けた魅惑的なキャッチフレーズと、そのフレーズの通り、時代を代表する美人女優を起用し、恋人気分を味わえるような男性目線のイメージ映像を演出したことが男性層、女性層問わず話題となり、キャンペーン効果は大きかった。特に90年代以降、男性も見た目の清潔感が求められているようになっていたことから、若い男性層からの売上も上昇した。
松下電工、松下電器は「きれいなおねえさん」の要素として「凛とした美しさ・愛しさ」「幅広い女性に支持される」などを挙げ、このキャッチコピーの認知率が20代女性では90%以上であると発表している。
なお美容家電シリーズが松下電器→パナソニック本社に移行した2005年以後のイメージキャラクター・仲間由紀恵の起用後は当初の「きれいなおねえさんは、好きですか。」のフレーズを当初使用したが、現在は「いそがしい人を、うつくしい人へ。」を使用している。またクリスマスキャンペーンでは亀梨和也（髭剃り「ラムダッシュ」キャラクター）とのコラボレーションも行った。
パナソニック株式会社からは、水原希子はパナソニックビューティのイメージキャラクターであり、正式にきれいなおねえさんとは認定されていない。
映画版リングシリーズの主役は、全員が「きれいなおねえさん」である。2代目松嶋菜々子は『リング』浅川玲子役、4代目中谷美紀は『リング2』高野舞役、5代目仲間由紀恵は『リング0 バースデイ』山村貞子役と、それぞれ主役に抜擢されている。

## 歴代きれいなおねえさん
- 初代 水野真紀（期間：1992年 - 1996年）
- 2代目 松嶋菜々子（期間：1997年 - 2000年）
- 3代目 片瀬那奈（期間：2001年 - 2002年）[4]
- 4代目 中谷美紀（期間：2003年 - 2004年）
- 5代目 仲間由紀恵（期間：2005年 - 2008年）[5]

## 歴代パナソニックビューティ
- 初代 仲間由紀恵（期間：2008年 - 2013年）
- 2代目 水原希子（期間：2014年 -）